# Володин, Никита Николаевич
Ники́та Никола́евич Воло́дин (род. 19 августа 1994, Кингисепп, Ленинградская область) — российский бильярдист, мастер спорта России международного класса. Чемпион мира по бильярду.
Чемпион России в дисциплине динамическая пирамида в 2019 году, дошёл до четвертьфинала чемпионата мира по свободной пирамиде в 2018 году.

## Биография
В марте 2012 года Володин выиграл бронзовую медаль на чемпионате России среди молодежи до 18 лет, а затем участвовал в молодёжном первенстве Европы и Кубке мэра Москвы, в которых не добился особых успехов.
В марте 2015 года победил Васифа Мамедова на чемпионате мира и впервые вышел в 1/8 финала, проиграв Дмитрию Стороженко. После того, как он также дошёл до 1/8 финала на чемпионате России по свободной пирамиде, он впервые принял участие в октябре 2015 года, на чемпионате мира по дисциплине «динамическая пирамида». В первом круге проиграл будущему чемпиону мира Дастану Лепшакову со счетом 4:7.
В апреле 2017 года завоевал свою первую медаль на Кубке мира по бильярду в динамической пирамиде, победив Камолиддина Есиддинова, Артема Балова и чемпиона мира Леонида Швыряева, прежде чем проиграть в финале Александру Муравьеву со счетом 4:6. В том же году на чемпионате России он занял второе место в свободной пирамиде, проиграв в финале Александру Муравьеву.
В 2019 году выиграл бронзовую медаль на чемпионате России в комбинированной пирамиде, а в июне и сентябре 2019 года он стал чемпионом России в динамической пирамиде и в командных соревнованиях. Как один из восьми игроков, Володин был допущен к участию в Кубке чемпионов в начале 2020 года и выбыл в предварительном раунде после поражений 5:6 от Азиза Мадаминова и Дианы Мироновой. На чемпионате России того же года в динамической пирамиде он чуть позже снова вышел в финал, но проиграл Олегу Еркулеву со счётом 1:6.
В июне 2022 года стал чемпионом мира по бильярду в дисциплине «Свободная пирамида», который проходил в Сургуте. В том же году он стал чемпионом России, обыграв в финале Ильдара Вахитова.

## Достижения
- 2 место — Чемпионат России 2017.
- 3 место — Чемпионат мира Командные соревнования.
- 2 место — Кубок Мира «Лонгони».
- 3 место — Чемпионат России 2018.
- 3 место — Финал Кубка Мира «Prince open».
- 1 место — Всероссийский турнир «Кубок Губернатора Челябинской области».
- Чемпион России 2019.
- Чемпион России по командным соревнованиям 2019.
- 2 место — Чемпионат России 2020.
- 3 место — Кубок чемпионов 2021.
- 3 место — Кубок Кремля 2021.
- Чемпион России 2022.
- Чемпион мира 2022.
- 2 место — Кубок Империи 2022.
- 3 место — Международный турнир «Московская весна» 1 этап.
- 3 место — Международный турнир «Московская весна» 2 этап.
- 1 место — Кубок Мира «Кубок Мэра Москвы» 2023[4].
- 2 место — BetBoom Кубок чемпионов 2023.
- 1 место — Кубок Кремля 2023[5].
- 1 место — BetBoom Кубок мира 2024.
- 2 место — BeetВоom Лига Чемпионов 2025[6].